# Robert Aldrich
Robert Burgess Aldrich (Cranston, Rhode Island, 9 de agosto de 1918-Los Ángeles, 5 de diciembre de 1983) fue un director de cine, guionista y productor estadounidense. 
Su cine violento y crítico le convirtió en un símbolo del cine estadounidense de la posguerra. Algunas de sus películas más famosas son Kiss Me Deadly, Veracruz, en la cual dirigió a Burt Lancaster, Gary Cooper y Sara Montiel, El gran cuchillo, Sodoma y Gomorra, Doce del patíbulo y ¿Qué fue de Baby Jane?.

## Biografía
Nació en Cranston el 9 de agosto de 1918. Su abuelo fue senador de los Estados Unidos y su padre publicaba un periódico, lo que, de alguna manera, lo impulsó a seguir la carrera de Economía en la Universidad de Virginia, que posteriormente abandonó para ingresar en el mundo del cine.
Se inició en los estudios RKO y fue ayudante de dirección de Jean Renoir, Joseph Losey y Charles Chaplin. En 1950 comenzó en la dirección televisiva y dirigió su primera película, The Big Leaguer en 1954.
Realizador desde 1953, pronto destacó por su retrato de la violencia y su crítica demoledora, hasta convertirse en un símbolo del cine estadounidense de la posguerra. Suele recrearse en escenas de violencia desatada y fiera crudeza visual. También trata los temas eróticos con directo desgarro (Sodoma y Gomorra, 1963). Fue despedido durante el rodaje de Bestias de la ciudad (1957)
Ha realizado algunos de los filmes más singulares de Hollywood y gran parte de su trabajo es de visión indispensable para los amantes del cine. Entre sus obras más recordadas están el western Vera Cruz (Veracruz) (1954) -con Burt Lancaster y Gary Cooper-, el thriller Bésame mortalmente (Kiss me Deadly, 1955), que fue encumbrado por los franceses, la aguda visión del mundo del cine de The Big Knife (1955) y ¿Qué fue de Baby Jane? (What Ever Happened to Baby Jane?, 1962), con un memorable duelo actoral entre Joan Crawford y Bette Davis, entre quienes había mucha tensión durante el rodaje y, una vez acabada la película, desvelaron públicamente su enemistad.
Aldrich impuso su toque personal en cada una de sus películas, incluso en aquellas de interés puramente comercial como Doce del patíbulo (The Dirty Dozen, 1967), un ejemplo para las posteriores películas bélicas y que le permitió montar su propio estudio y financiar sus películas unos cuantos años. 
En 1955 obtuvo el segundo premio del Festival de Venecia por The Big Knife, mientras que en la edición de 1956 del citado festival, obtuvo el premio de la crítica italiana por Attack. Ese mismo año, obtuvo el premio a mejor director del Festival de Berlín por Autumn Leaves.
Es el sobrino de John D. Rockefeller Jr. y nieto de Nelson W. Aldrich. Fue el presidente del Gremio de Directores de América (DGA) desde 1975 a 1979. De su matrimonio con Harriet Foster, que duró desde 1941 hasta 1965, tuvo cuatro hijos, que de dedicaron al negocio cinematográfico: Adell, William, Alida, y Kelly Aldrich. En 1966, después de divorciarse de su primera esposa, Harriet, se casó con la modelo Sybille Siegfried.
Murió en 1983 debido a un fallo renal.

## Filmografía

### Cine
- Caught (1949)
- Big Leaguer (1953) (director)
- World for Ransom (1954)
- Apache (1954) (director)
- Vera Cruz (1954) (director)
- El beso mortal (Kiss Me Deadly) (1955) (director, productor)
- The Big Knife (1955) (director, productor)
- Hojas de otoño (Autumn Leaves) (1956) (director)
- Attack (1956) (director, productor)
- The Gamma People (1956) (guionista)
- The Garment Jungle (1957) (director)
- Ten Seconds to Hell (1959) (director, guionista)
- The Angry Hills (1959) (director)
- El último atardecer (The Last Sunset) (1961) (director)
- Sodom and Gomorrah (1962) (director)
- ¿Qué fue de Baby Jane?/¿Qué pasó con Baby Jane? (What Ever Happened to Baby Jane?) (1962) (director, productor)
- Cuatro tíos de Texas (4 for Texas) (1963) (director, guionista, productor)
- Hush… Hush, Sweet Charlotte (1964) (director, productor)
- The Flight of the Phoenix (1965) (director, productor)
- The Dirty Dozen (1967) (director)
- The Legend of Lylah Clare (1968) (director, productor)
- The Killing of Sister George (1968) (director, productor)
- The Greatest Mother of Them All (1969) (director, productor)
- What Ever Happened to Aunt Alice? (1969) (productor)
- Too Late the Hero (1970) (director, guionista, productor)
- The Grissom Gang (1971) (director, productor)
- Ulzana's Raid (1972) (director)
- Emperor of the North (1973) (director)
- The Longest Yard (1974) (director)
- Hustle (1975) (director, productor)
- Twilight's Last Gleaming (1977) (director)
- The Choirboys (1977) (director)
- El rabino y el pistolero (1979) (director)
- …All the Marbles (1981) (director)

### Televisión
- Schlitz Playhouse of Stars (1951) (director, 1 episodio)
- China Smith (1952) (director, 2 episodios)
- The Doctor (1952) (director, 1 episodio)
- Four Star Playhouse (1952) (director, 5 episodios)
- Hotel de Paree (1959) (director, 1 episodio)
- Adventures in Paradise (1959) (director, 2 episodios)

## Premios y distinciones
Festival Internacional de Cine de Venecia
| Año  | Categoría        | Película    | Resultado |
| ---- | ---------------- | ----------- | --------- |
| 1955 | León de Plata    | La podadora | Ganador   |
| 1956 | Premio Pasinetti | ¡Ataque!    | Ganador   |

Festival Internacional de Cine de Berlín
| Año  | Categoría    | Película       | Resultado |
| ---- | ------------ | -------------- | --------- |
| 1956 | Oso de Plata | Hojas de otoño | Ganador   |

- Premio de los críticos italianos por Attack.
- Película Hochi por The Big Knife.

Y nominaciones como la Palma de Oro del Festival de Cannes y varias nominaciones a los premios Laurel.